# Antilopekangoeroe
De antilopekangoeroe of antilopewallaroe (Osphranter antilopinus) is een kangoeroe uit het geslacht Osphranter. De wetenschappelijke naam van de soort werd voor het eerst geldig gepubliceerd door John Gould in 1842. Deze soort leeft in het noorden van Australië.

## Uiterlijk

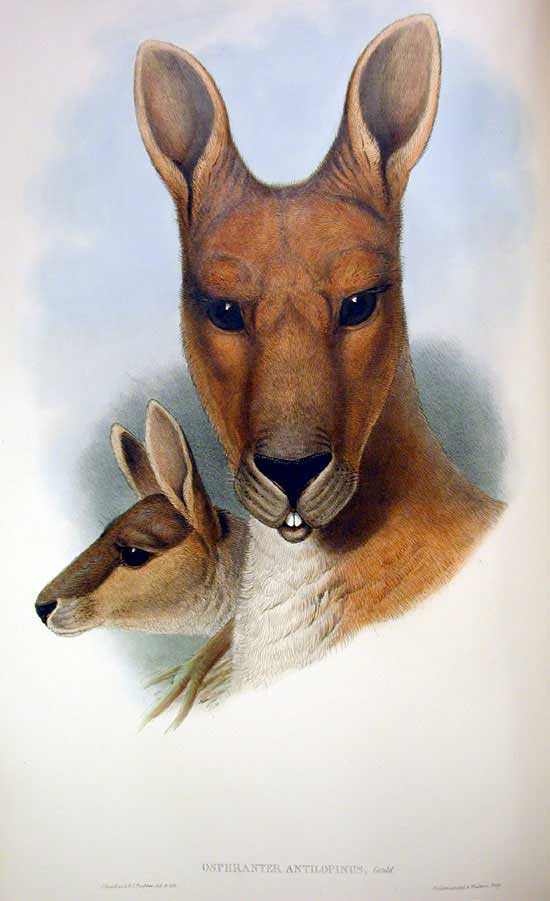

De antilopekangoeroe heeft een lichaamslengte van 78 tot 140 cm en een staart van 68 tot 89 cm lang. Het gewicht bedraagt 16 tot 49 kg. Mannelijke dieren zijn over het algemeen groter dan vrouwelijke zandwallabies. De vacht is bij de mannelijke dieren roodbruin en bij de vrouwelijke dieren blauwgrijs van kleur. De lichaamsbouw van de antilopekangoeroe is vergelijkbaar met de meeste andere kangoeroes, hoewel deze soort steviger gebouwd is dan de andere wallaroes.

## Leefwijze
De antilopekangoeroe is een planteneter die in kleine groepen leeft. Overdag rust deze soort in de schaduw van bomen om vervolgens tijdens de schemering en de nacht op zoek te gaan naar voedsel. Grassen en kruiden worden door de antilopekangoeroe gegeten.

## Leefgebied
De antilopekangoeroe leeft in de boomsavannes van Noord-Australië. Het verspreidingsgebied omvat de Kimberley in het noorden van West-Australië, de Top End van het Noordelijk Territorium en het Kaap York-schiereiland in het noorden van Queensland.